# Gattyana fauveli
Gattyana fauveli är en ringmaskart som beskrevs av Misra 1999. Gattyana fauveli ingår i släktet Gattyana och familjen Polynoidae. Inga underarter finns listade i Catalogue of Life.